# Domenico Pietro Cerone
Domenico Pietro Cerone (Bergamo, 1566 – Napoli, 1625) è stato un cantore, presbitero e teorico della musica italiano del tardo Rinascimento, famoso soprattutto come autore del trattato El melopeo y maestro, pubblicato nel 1613.

## Biografia
Dopo un periodo in cui fu cantore preso la cattedrale di Oristano, in Sardegna, nel 1592 andò in Spagna, dove fu uno dei rari musicisti italiani presenti a Madrid, e studiò approfonditamente la teoria e la pratica musicale del luogo. Lasciò il Paese apparentemente nel 1603, per divenire sacerdote e cantore della basilica della Santissima Annunziata Maggiore a Napoli, città all'epoca sotto il dominio spagnolo; gran parte della sua produzione fu perciò scritta in quella lingua. Fu un artista in controtendenza, giacché nel XVI secolo molti musicisti spagnoli vennero in Italia, ma non il contrario. A Napoli Cerone scrisse i suoi due più famosi trattati.

## Opere
Il primo di questi, Le regole più necessarie per l'introduzione del canto fermo, pubblicato nel 1609, era un'opera didattica per l'insegnamento del canto piano, che venne probabilmente usato nella chiesa della Santissima Annunziata e fu scritto in italiano. Quattro anni dopo, pubblicò un monumentale trattato di teoria musicale, El melopeo y maestro: tractado de música theorica y pratica; en que se pone por extenso; lo que uno para hazerse perfecto musico ha menester saber, costituito da 22 volumi, 849 capitoli e 1160 pagine, in lingua spagnola.
El melopeo raggiunse grande notorietà, e ne aveva ancora nel 1803, tanto da essere utilizzato come satira dal romanziere spagnolo Antonio Eximeno, che lo paragonò ai romanzi cavallereschi di Don Chisciotte: una collezione incredibilmente dettagliata e assurda di sciocchezze. Altri scrittori nel XVIII e XIX secolo lo definirono "mostruoso". Tuttavia, il trattato contiene passaggi che documentano molte pratiche compositive del tempo.
Cerone fu un conservatore e, di conseguenza, i suoi scritti influenzarono il ritardo con cui si affermò la musica barocca nella Penisola Iberica. Nelle sue opere non fu particolarmente benevolo nei confronti dei compositori spagnoli mentre diede grande risalto all'ingegno e al valore di quelli italiani (che può in parte spiegare l'astio della critica spagnola nei suoi confronti). Nelle sue opere Cerone discusse approfonditamente sugli scritti dei più importanti teorici come Zarlino, Vicentino, Juan Bermudo. Descrisse anche in dettaglio come i compositori potevano ottenere intensità espressiva nella composizione di messe, mottetti, madrigali, frottole, canzonette, cantici, inni, salmi, lamentazioni, ricercare, tiento, strambotti e le altre forme musicali del tempo. Il suo autore ideale fu Palestrina, anche se sostenne che le "regole" del contrappunto basate sulla sua scuola dovevano essere superate non appena il compositore le avesse imparate: paradossalmente, anche nel XXI secolo, nessuno stile di composizione è insegnato in una forma più rigorosa, basato sulle regole dell'idioma polifonico di Palestrina.
I trattati di Cerone dimostrano che egli possedeva una notevole abilità compositiva, tuttavia nessuna sua composizione è sopravvissuta e non è noto se ne avesse pubblicata alcuna.